# Guadalajara
Guadalajara é uma cidade mexicana, capital do estado de Jalisco. Está localizada no oeste do México, no centro de Jalisco, na área geográfica conhecida como Vale de Atemajac. É a terceira cidade mais populosa do país, com 1 495 182 habitantes e é sede da Região Metropolitana de Guadalajara, formada com outros sete municípios,  considerada a segunda área metropolitana mais populosa do país e a décima na América Latina, com 4 625 000 habitantes. Seu território é delimitado a norte pelos municípios de Zapopan e Ixtlahuacán del Río, na direção leste com Tonalá e Zapotlanejo, ao sul com San Pedro Tlaquepaque e a oeste com Zapopan. O município possui, ainda, 814 km², o que faz desta uma das maiores cidades do país em área territorial, juntamente com a Cidade do México, Monterrey, Puebla e Tijuana. Guadalajara é o terceiro principal centro econômico mexicano, com um Produto interno bruto (PIB) de 77.400 milhões em 2012, o décimo primeiro na América Latina. É classificada, desde 2010, como uma cidade global, sendo uma das 120 cidades mais competitivas do mundo, com uma pontuação de 39,0 pontos.
A economia da cidade é baseada na indústria, especialmente de tecnologia da informação, com um grande número de empresas internacionais e fábricas na área metropolitana de Guadalajara. Produtos locais, tais como calçados, têxteis e indústrias de processamento de alimentos, também faz-se presente. Guadalajara é um importante centro cultural no México, considerado pela maioria como a casa do Mariachi e sediando vários grandes eventos culturais, como o Festival Internacional de Cinema de Guadalajara e a Feira Internacional do Livro - eventos de renome mundial que atraem multidões internacionais. É também a sede do Club Deportivo Guadalajara, um dos times de futebol mais populares no México. Guadalajara foi nomeada a Capital Americana da Cultura em 2005 e sediou os Jogos Pan-Americanos de 2011.
Em 5 de janeiro de 1532 foi fundada a Vila de Guadalajara, por Cristóbal de Oñate e outros 42 vizinhos. No entanto, após três tentativas fracassadas da fundação, Doña Beatriz Hernandez convenceu a comunidade a não deixar o lugar e mantê-lo povoado. Guadalajara desempenhou um papel importante durante a Independência do México, já que foi nesta cidade onde o padre Miguel Hidalgo y Costilla decretou a abolição da escravatura no país. Depois da guerra de independência, e da proclamação do estado livre e soberano de Jalisco, Guadalajara tornou-se a capital do estado, até os dias atuais.
Guadalajara foi crescendo rapidamente em setores como a indústria, turismo e serviços. Na cidade foi construído o primeiro shopping center da América Latina, o Plaza del Sol, além do primeiro sistema de luz ferroviário urbano na América Latina (Light Rail), e a primeira universidade privada no México, a Universidade Autônoma de Guadalajara (UAG), fundada em 1935.

## História

### Fundação e colonização europeia

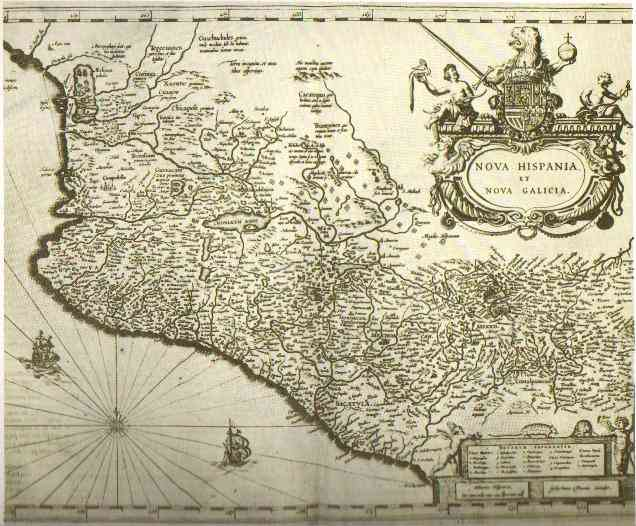
Mapa da área ocidental do Vice-Reino no século XVI.

A cidade foi estabelecida em outros cinco lugares antes de se mudar para sua localização atual. O primeiro assentamento em 1532 foi em Mesa del Cerro, agora conhecido como Nochistlán, Zacatecas. Este local foi ocupado por Cristóbal de Oñate, comissionado por Nuño de Guzmán, com o objetivo de garantir conquistas recentes e defendê-las contra os nativos ainda hostis. O assentamento não durou muito neste local devido à falta de água; em 1533 foi movido para um local perto de Tonalá. Quatro anos depois, Guzmán ordenou que a aldeia fosse transferida para Tlacotán, quando o rei espanhol Carlos I concedeu o brasão que a cidade ainda tem hoje..
Este assentamento foi atacado ferozmente durante a Guerra do Mixtón em 1543 pelos povos caxcan, portecuex e zacateco sob o comando de Tenamaxtli.  A guerra foi iniciada pelos nativos devido ao tratamento cruel de índios por Nuño de Guzmán, em particular a escravização de nativos capturados. O vice-rei Antonio de Mendoza teve que assumir o controle da campanha para suprimir a revolta depois que os espanhóis foram derrotados em várias batalhas. O conflito terminou depois que Mendoza fez algumas concessões aos índios, como libertar os escravos e conceder anistia.
A aldeia de Guadalajara mal sobreviveu à guerra e os aldeões atribuíram sua sobrevivência ao Arcanjo Miguel, que continua a ser o patrono da cidade. Foi decidido mudar a cidade novamente, desta vez para Atemajac, que um local mais fácil de defender e onde a cidade permaneceu até hoje. Em 1542, os registros indicavam que 126 pessoas viviam em Guadalajara e, no mesmo ano, o estatuto de cidade foi concedido pelo rei da Espanha. Guadalajara foi oficialmente fundada em 14 de fevereiro de 1550 no Vale de Atemajac. O nome do assentamento foi uma homenagem à cidade espanhola homônima, local de nascimento de Nuño de Guzmán.
Em 1559, escritórios reais da província de Nova Galícia foram transferidos de Compostela para Guadalajara, bem como o bispado. A construção da catedral foi iniciada em 1563. Em 1575, chegaram ordens religiosas como os agostinianos e os dominicanos, o que tornaria a cidade um centro para os esforços de evangelização.
O centro histórico da cidade abrange o que eram quatro centros populacionais, já que as aldeias de Mezquitán, Analco e Mexicaltzingo foram anexadas ao local de Atemajac em 1669. Em 1791, a Universidade de Guadalajara foi estabelecida na cidade, que era então a capital de Nova Galícia. A inauguração foi realizada em 1792 no local do antigo Colégio Santo Tomas. Embora a instituição tenha sido fundada durante o século XVIII, não estaria totalmente desenvolvida até o século XX, começando em 1925. Em 1794, o Hospital Real de São Miguel de Belém, ou simplesmente o Hospital de Belém, foi aberto.
A economia de Guadalajara no século XVIII era baseada na agricultura e na produção de bens não duráveis, como têxteis, sapatos e produtos alimentares.

### Século XIX

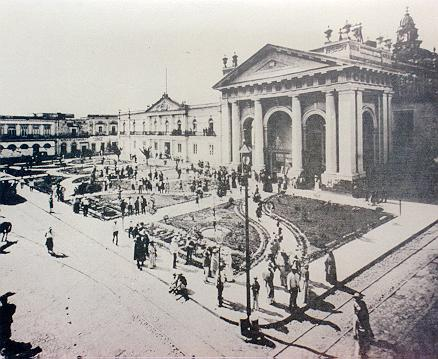
Universidade de Guadalajara em 1886.

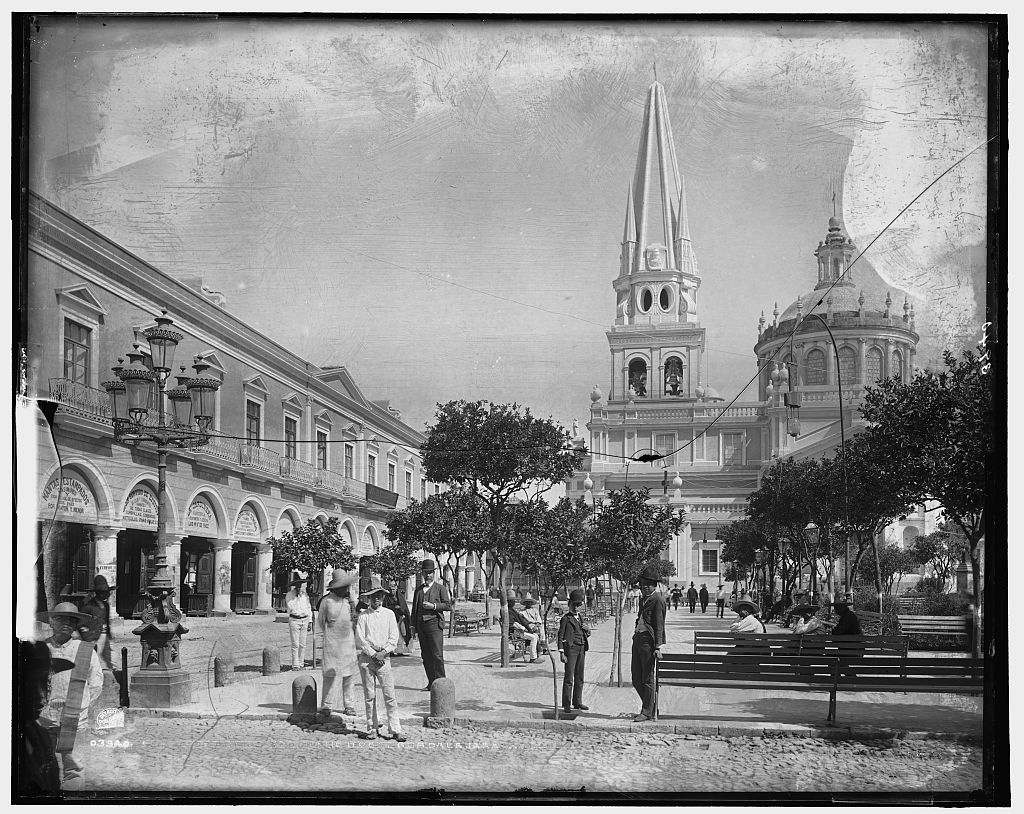
Centro Histórico no final do século XIX.

Guadalajara permaneceu a capital de Nova Galícia com algumas modificações até a Guerra da Independência do México. Depois que Miguel Hidalgo y Costilla decidiu não atacar a Cidade do México, apesar dos primeiros sucessos, recuou para Guadalajara no final de 1810. Inicialmente, ele e seu exército foram bem-vindos na cidade, já que as condições de vida tornaram-se difíceis para os trabalhadores e Hidalgo prometeu baixar impostos e acabar com a escravidão. No entanto, a violência do exército rebelde com os residentes da cidade, especialmente os realistas, azedou a recepção. Hidalgo assinou uma proclamação que acabou com a escravidão, que é homenageada no país desde a guerra. Durante este tempo, ele fundou o jornal El Despertador Americano, dedicado à causa insurgente.
As forças realistas marcharam para Guadalajara, chegando em janeiro de 1811 com quase 6.000 homens. Os insurgentes Ignacio Allende e Mariano Abasolo queriam concentrar suas forças na cidade e planejar uma rota de fuga se fossem derrotados, mas Hidalgo rejeitou isso. A segunda escolha foi fazer uma posição no Puente de Calderón, fora da cidade. Hidalgo tinha entre 80.000 e 100.000 homens e 95 canhões, mas os realistas mais bem treinados ganharam, dizimando o exército insurgente, forçando Hidalgo a fugir para Aguascalientes. Guadalajara permaneceu em mãos realistas até quase o fim da guerra.
Depois que o estado de Jalisco foi criado em 1823, a cidade tornou-se sua capital. Em 1844, o general Mariano Paredes y Arrillaga iniciou uma revolta contra o governo de Antonio López de Santa Anna, que o presidente conseguiu sufocar pessoalmente. No entanto, enquanto Santa Anna estava em Guadalajara, uma revolta chamada Revolução das Três Horas levou José Joaquín de Herrera à presidência e colocou Santa Anna no exílio. Durante a Guerra da Reforma, o presidente Benito Juárez manteve seu governo na cidade em 1856. As tropas francesas entraram em Guadalajara durante a segunda intervenção francesa no México, em 1864, e a cidade foi retomada pelas tropas mexicanas em 1866.
Apesar da violência, o século XIX foi um período de crescimento econômico, tecnológico e social para a cidade. Após a independência do México, indústrias de pequena escala se desenvolveram, muitas delas de propriedade de imigrantes europeus. As linhas ferroviárias que ligam a cidade à costa do Pacífico e ao norte aos Estados Unidos intensificaram o comércio e permitiram que os produtos das áreas rurais do estado de Jalisco fossem exportados. A cultura de rancho tornou-se um aspecto muito importante da identidade de Jalisco e de Guadalajara desde então. De 1884 a 1890, o serviço elétrico, o serviço ferroviário e o observatório foram estabelecidos.

### Século XX
Guadalajara novamente experimentou um crescimento substancial após a década de 1930 e o primeiro parque industrial foi estabelecido em 1947. Sua população superou 1 milhão de pessoas em 1964 e, na década de 1970, era a segunda maior cidade do país e a maior do oeste do México. A maior parte da urbanização da cidade moderna ocorreu entre os anos 1940 e os 1980, com a duplicação da população a cada dez anos até atingir 2,5 milhões em 1980. A população do município estagnou e até declinou, devagar, mas de forma constante, desde o início dos anos 1990.
O aumento da população trouxe consigo um aglomerado urbano agora denominado Grande Guadalajara, em vez de um aumento na densidade populacional da cidade. Os migrantes que entram em Guadalajara da década de 1940 para a década de 1980 eram principalmente de áreas rurais e moravam no centro da cidade até terem dinheiro suficiente para comprar imóveis. Estas propriedades eram geralmente compradas nas margens da cidade, que estavam se urbanizando em áreas residenciais. Na década de 1980, foi descrito como uma "cidade dividida" de leste a oeste com base na classe socioeconômica. Desde então, a cidade evoluiu para quatro setores, que são ainda mais ou menos centrados em classes. As classes superiores tendem a viver em Hidalgo e Juárez no noroeste e no sudoeste, enquanto as classes mais baixas tendem a viver no centro da cidade, Libertad no nordeste e em Reforma, a sudeste. No entanto, o desenvolvimento de classes mais baixas desenvolveu-se na periferia da cidade e as classes média e alta estão migrando para Zapopan, o que tornou a situação social da região menos bem dividida. (Napolitano21-22).
Em abril de 1992 a cidade sofreu uma série de explosões causadas por uma corrosão no oleoduto da Pemex deixando 300 mortos e 1500 feridos.
Desde 1996, a atividade de empresas multinacionais teve um efeito significativo no desenvolvimento econômico e social da cidade. A presença de empresas como Kodak, Hewlett-Packard, Motorola e IBM, que construíram instalações de produção fora da própria cidade, trouxeram mão de obra e capital estrangeiros. Isso foi possível na década de 1980 devido à mão de obra excedente, melhorias de infraestrutura e incentivos governamentais. Essas empresas se concentram em itens elétricos e eletrônicos, que agora é um dos dois principais produtos de Guadalajara (o outro é a cerveja). Isso internacionalizou a economia, afastando-a da fabricação e dos serviços, dependente da tecnologia e do investimento estrangeiro. Isso não tem sido favorável para a classe trabalhadora não qualificada e os setores tradicionais do trabalho.

## Geografia

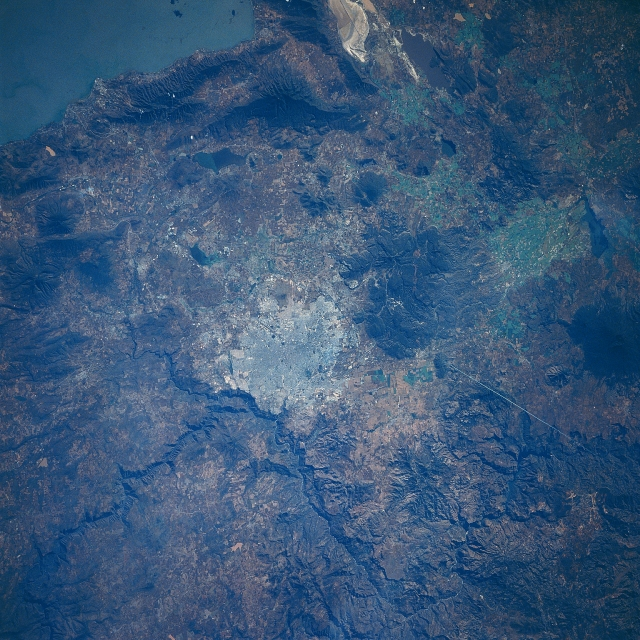
Imagem de satélite da Grande Guadalajara.

### Clima
O clima em Guadalajara é quente e úmido, com chuvas abundantes de Maio a Outubro. A primavera é a estação mais quente e seca, registrando-se temperaturas de até 35 °C (extremos de 39 °C). No verão, há fortes tempestades acompanhadas de intensa atividade elétrica e até granizo, causando inundações e danos na infraestrutura da cidade. Com o outono, as precipitações diminuem, dando lugar a dias mais ensolarados, com densas neblinas nas áreas mais periféricas, e a temperatura diminui devido às frentes frias que sopram do norte. No inverno, não é incomum que o termômetro registre temperaturas abaixo de zero, causando ligeiras geadas (temperatura mínima absoluta de -5,5 °C). Já foram registradas nevascas, como a que ocorreu em Jalisco em 1997, quando se acumulou cerca de vinte centímetros de neve.

## Demografia
Com uma população de 1.495.189, é o quarto município mais populoso do México. A Região Metropolitana de Guadalajara inclui sete municípios adjacentes com uma população de cerca de 5 milhões de pessoas em 2017, o que a torna a segunda área metropolitana mais populosa do México, atrás da Cidade do México. O município é o segundo mais densamente povoado, sendo o primeiro Nezahualcóyotl, no estado do México. É um centro comercial e econômico forte na região do Bajio.

### Religiões

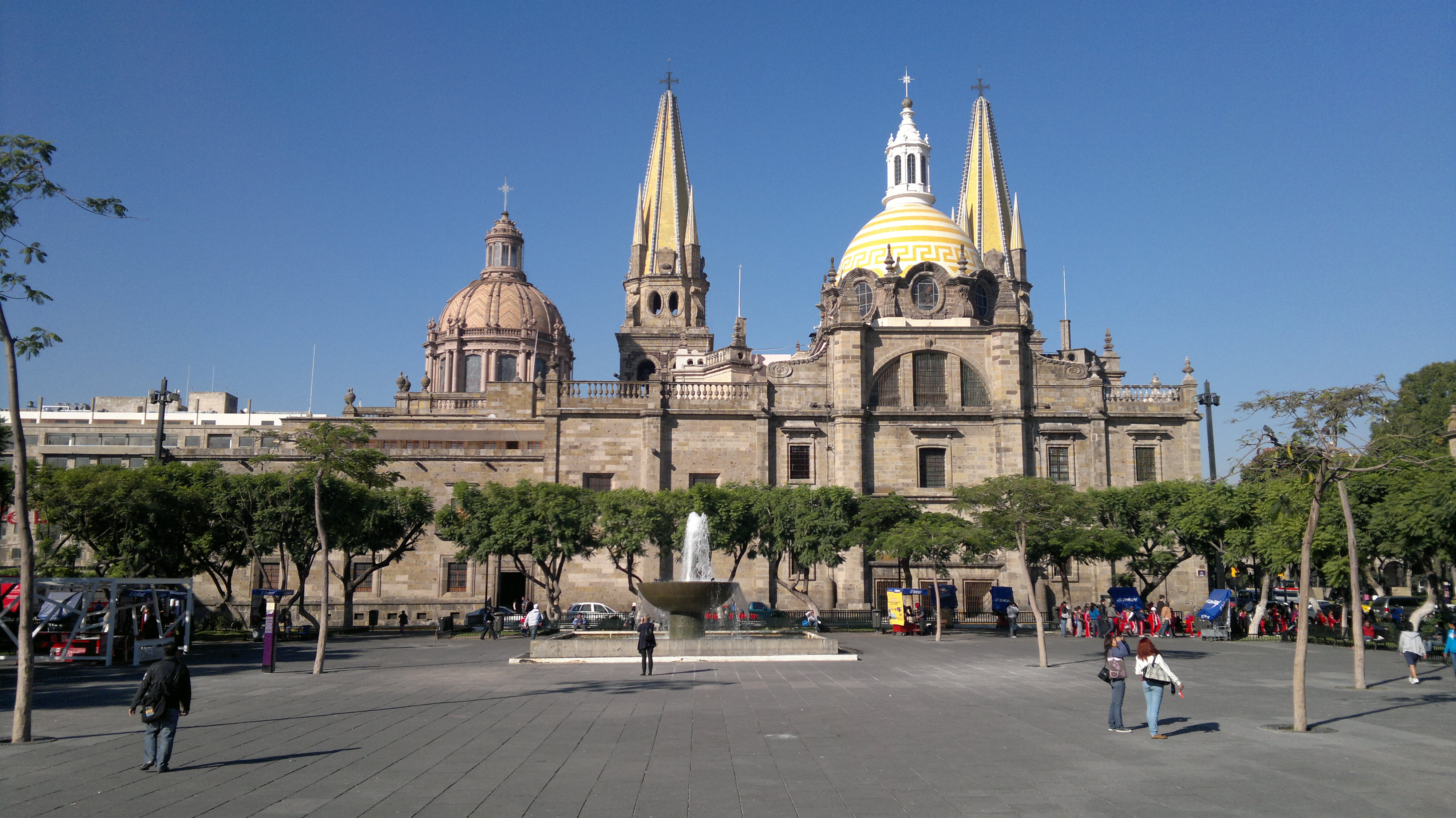
Catedral de Guadalajara, sede da Arquidiocese de Guadalajara.

A cidade é sede da segunda arquidiocese católica mais importante do México, a Arquidiocese de Guadalajara, menor apenas que a Arquidiocese da Cidade do México, contando com um notável número de estudantes, com 622 seminaristas católicos. Conta, ainda, com uma forte hierarquia presidida pelo arcebispo cardenal José Francisco Robles Ortega e cinco bispos auxiliares.
A Arquidiocese de Guadalajara registrou em 2009 os seguintes números: 432 paróquias, 1100 sacerdotes diocesanos, 341 sacerdotes religiosos, 25 ordenações sacerdotais diocesanas e 21 ordenações sacerdotais das congregações religiosas. Atualmente, há na Arquidiocese de Guadalajara um sacerdote diocesano para cada 6 454 habitantes no território pastoral.
Nos últimos anos, Guadalajara também tem sido caracterizada como uma das cidades mexicanas com mais diversificação das religiões, tornando-se o lar de inúmeras igrejas de várias religiões. A cidade é a sede mundial da igreja La Luz del Mundo, que também comemora o "sacramento", um evento religioso internacional, e gera receita para a cidade de cerca de 90 milhões. Guadalajara também é o lar de um grande número de seguidores cristãos de outras filiações; protestantes, anglicanos, ortodoxos, mórmons e Testemunhas de Jeová. Há também um grande número de fiéis nas doutrinas do Budismo, Hinduísmo, Judaísmo e um forte movimento de novas religiões, como o movimento da paz mundial (RAP), arco-íris, Rastafari, New Age (Nova Era) e outros.

## Governo e política

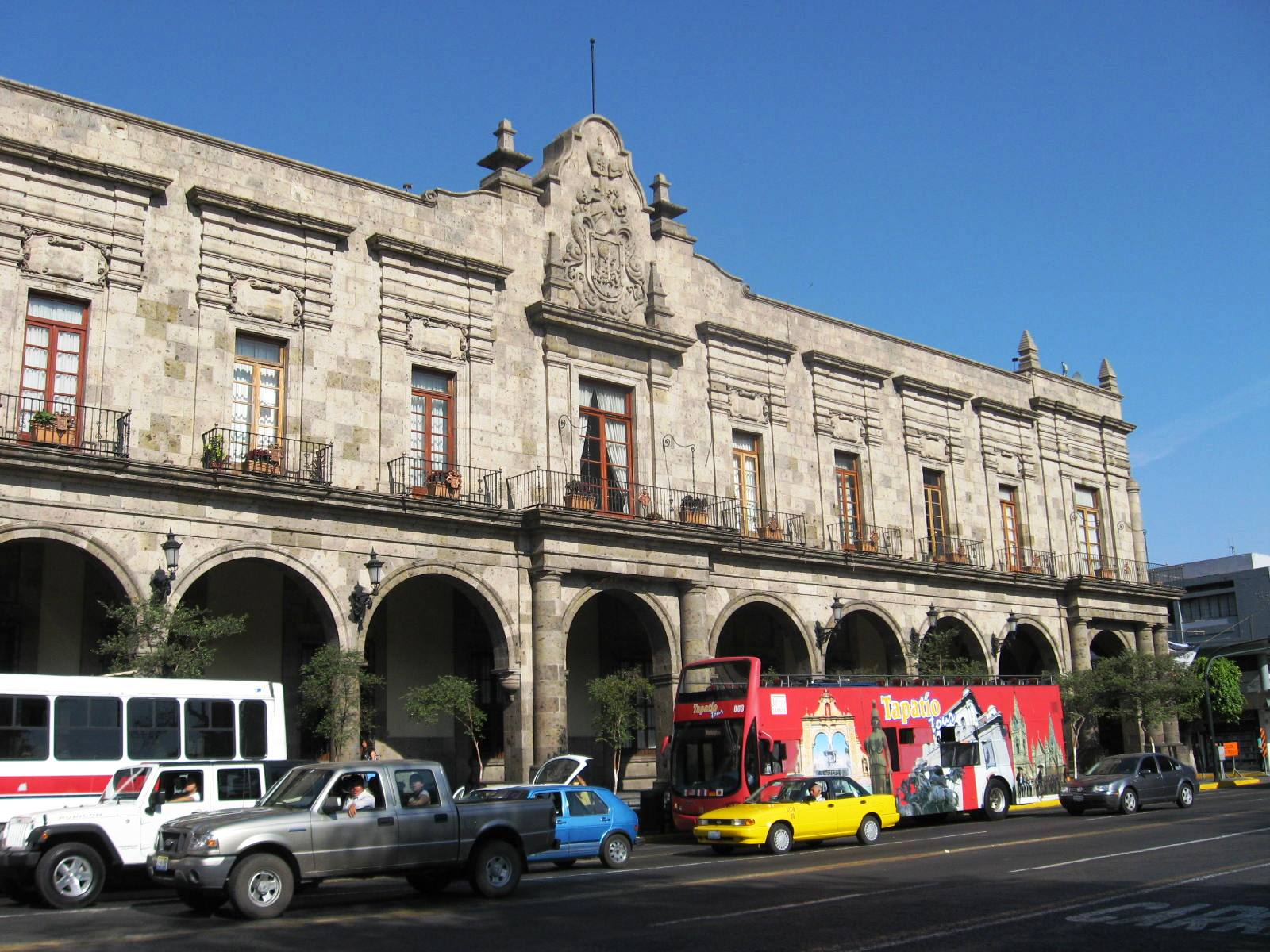
Prefeitura da cidade.

Como outros municípios no México, Guadalajara é governada por um presidente municipal, que exerce o poder executivo por três anos consecutivos. Atualmente, este escritório é ocupado por Enrique Alfaro (Movimento Ciudadano).
A legislatura tem o cabildo, formado pela forma escolhida pelo candidato para o prefeito, composta por regentes, que não são eleitos pelas pessoas por voto direto ou indireto, mas o retorno acontece automaticamente se o prefeito ganhar.
O município é dividido em cinco distritos eleitorais com a finalidade de eleição de representantes da cidade na legislatura federal. Esses distritos são os VIII, IX, XI, XIII e XIV do estado de Jalisco.

### Cidades-irmãs
- Juazeiro do Norte, Brasil
- Alajuela, Costa Rica
- Albuquerque, Estados Unidos
- Caracas, Venezuela
- Cebu, Filipinas
- Cigales, Espanha
- Cleveland, Estados Unidos
- Curitiba, Brasil
- Natal, Brasil
- Ponta Grossa, Brasil
- Daejeon, Coreia do Sul
- Downey, Estados Unidos
- Guadalajara, Espanha
- Hagåtña, Guam
- Kansas City, EUA
- Kingston, Jamaica
- Cracóvia, Polônia
- Kyoto, Japão
- Lansing, EUA
- Lima, Peru
- Magdalena de Kino, México
- Malabo, Guiné Equatorial
- Milão, Itália
- Nochistlán de Mejía, México
- Oñati, Espanha
- Goiânia, Brasil
- Panamá, Panamá
- Portland, Estados Unidos
- St. Louis, Estados Unidos
- San Antonio, Estados Unidos
- San José, Costa Rica
- San Salvador, El Salvador
- Santo Domingo, República Dominicana
- Sevilha, Espanha
- Tegucigalpa, Honduras
- Tucson, Estados Unidos
- Wroclaw, Polônia
- São Petersburgo , Rússia
- Xiamen, China[27]
- Brasília, Brasil

## Economia

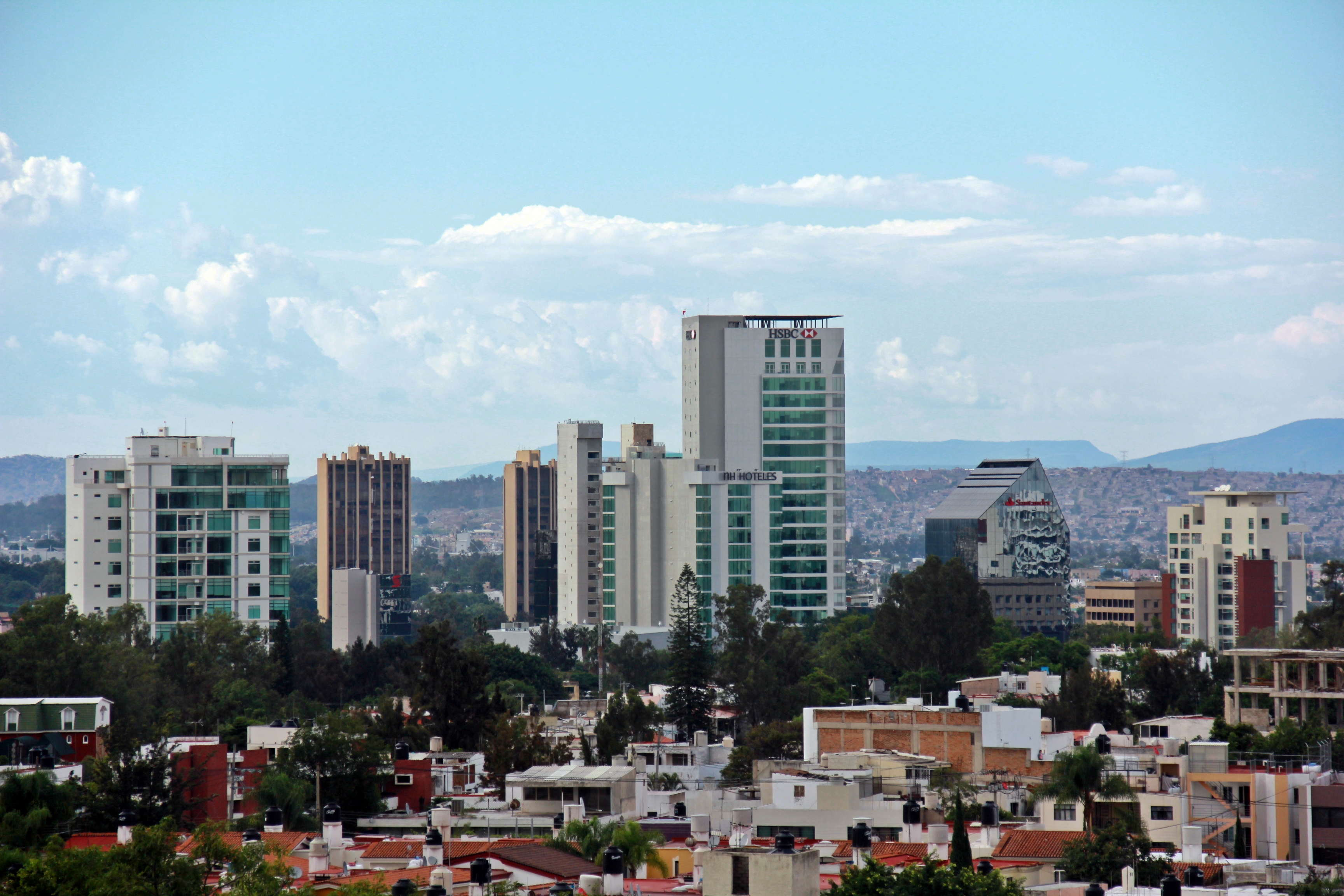
Prédios comerciais de Guadalajara.

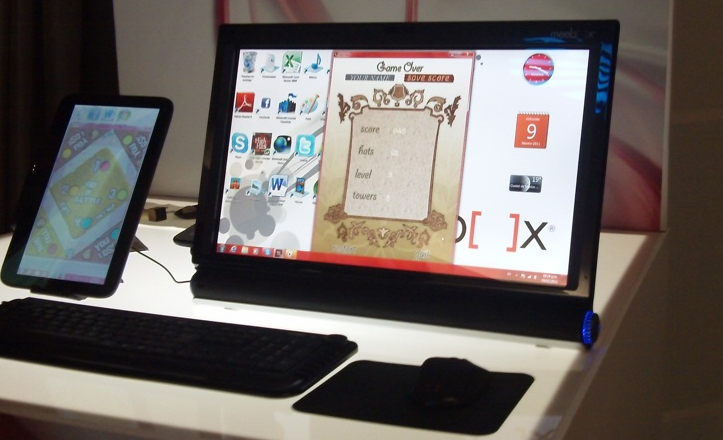
Desktop e tablet feitos pela empresa local Meebox.

Guadalajara tem a terceira maior economia e parque industrial no México e contribui com 37% do PIB do estado de Jalisco. Sua base econômica é forte e bem diversificada, principalmente baseada em comércio e serviços, embora o setor industrial desempenhe um papel determinante. Está entre os dez maiores PIBs urbanos na América Latina. Em sua pesquisa de 2007 intitulada "Cidades do Futuro", a revista fDi classificou Guadalajara como a com melhor potencial econômico entre as principais cidades mexicanas e o segundo lugar entre as grandes cidade da América do Norte, atrás de Chicago. A fDi classificou-a como a cidade latino-americana mais amigável em 2007.
Em 2009, a Moody's atribuiu à cidade avaliações de Ba1 (escala global, moeda local) e A1.mx (escala nacional mexicana). Durante os cinco anos anteriores, o desempenho financeiro do município foi mesclado, mas começou a se estabilizar nos dois últimos anos. Guadalajara administra um dos maiores orçamentos entre os municípios mexicanos e seu indicador de receita per capita a coloca acima da média para os municípios com a mesma classificação da Moody's no México.
A economia da cidade tem dois setores principais. Comércio e turismo empregam mais: cerca de 60% da população. O outro é a indústria, que tem sido o motor do crescimento econômico e a base da importância econômica de Guadalajara a nível nacional, embora empregue apenas cerca de um terço da população.  Suas indústrias produzem produtos como alimentos e bebidas, brinquedos, têxteis, autopeças, equipamentos eletrônicos, produtos farmacêuticos, calçados, móveis e produtos siderúrgicos. Duas das principais indústrias eram têxteis e sapatos, que ainda são dinâmicas e prósperas. Cerca de 60% dos produtos manufaturados são vendidos no mercado interno, enquanto 40% são exportados, principalmente para os Estados Unidos. Isto faz com que a economia local dependa dos Estados Unidos, tanto como uma fonte de investimento como como um mercado para seus produtos.

No entanto, são os setores de eletrônicos e tecnologia da informação que apelidaram a cidade o "Vale do Silício do México". Guadalajara é o principal produtor de componentes de software, eletrônicos e digitais no país. O equipamento de telecomunicações e informática de Guadalajara representa cerca de um quarto das exportações de produtos eletrônicos do México. Empresas como a General Electric, IBM, Intel Corporation, Freescale Semiconductor, Hitachi, Hewlett-Packard, Siemens, Flextronics, Oracle Corporation, TCS, Cognizant Technology Solutions e Jabil Circuit possuem instalações na cidade ou em seus subúrbios. Esse fenômeno começou após a aprovação do Tratado de Livre Comércio da América do Norte (NAFTA). Empresas internacionais começaram a construir instalações no México, especialmente em Guadalajara, deslocando empresas mexicanas, especialmente em tecnologia da informação. Um dos problemas que isto criou é que, quando há recessões econômicas, essas empresas internacionais reduzem a sua escala de produção.

## Infraestrutura

### Educação

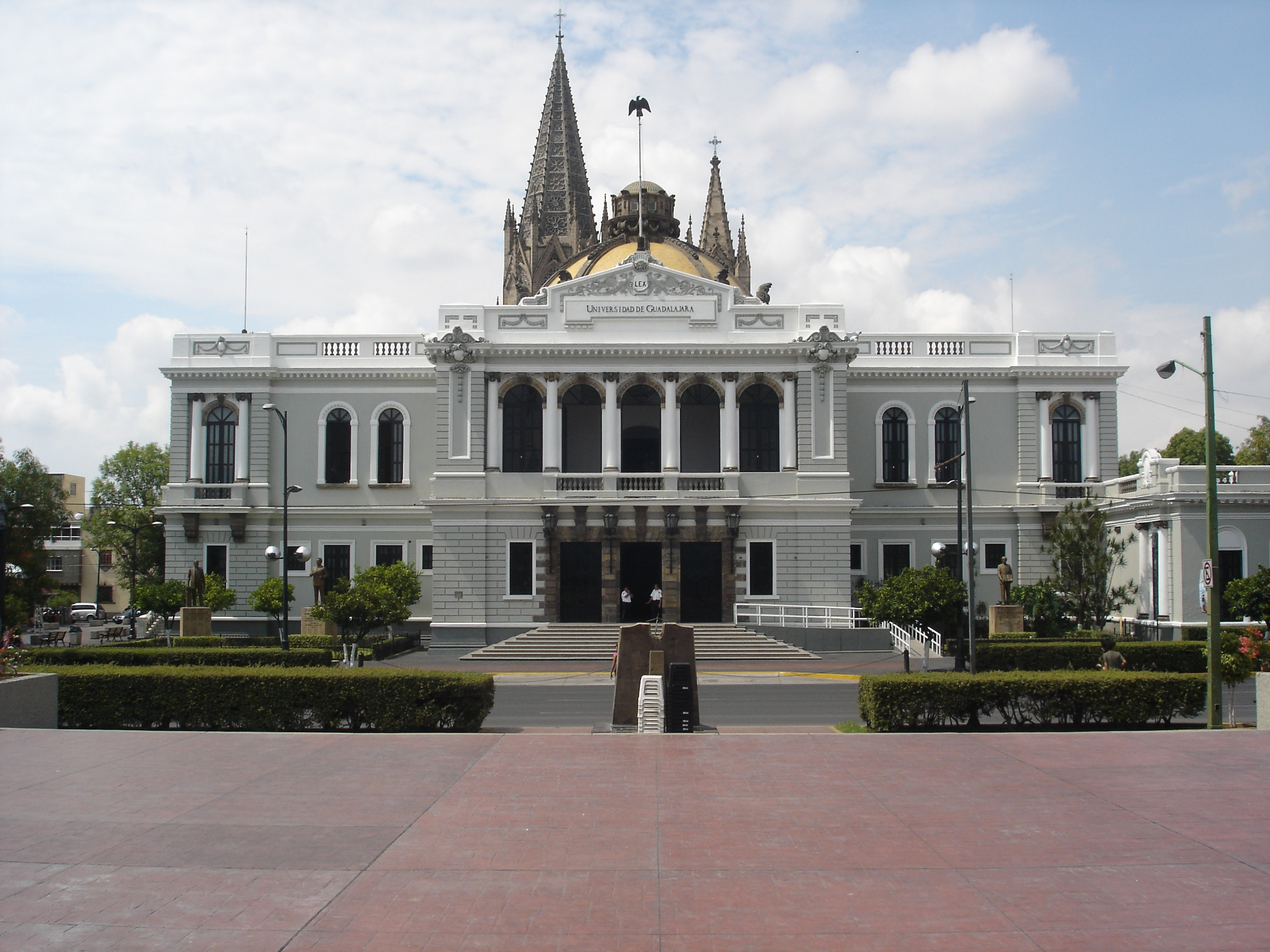
Universidade de Guadalajara.

Guadalajara é um núcleo importante de universidades e centros de ensino de prestígio nacional. O mais importante é a Universidade de Guadalajara, que foi criada em 12 de outubro de 1791 por decreto real. A entidade passou por uma série de reestruturações desde então, mas a universidade moderna como está hoje foi criada em 1925, quando o governador de Jalisco convocou professores, estudantes e outros, para restabelecer a universidade.
Guadalajara é também o lar da ITESO, uma universidade jesuíta, e tem campus de várias escolas particulares, como um campus da Universidad del Valle de México, Tec de Monterrey, Universidad Panamericana Sede México, Universidad Marista de Guadalajara, Universidad de Guadalajara LAMAR e Universidad del Valle de Atemajac, bem como a Universidad Autônoma de Guadalajara (UAG), que foi fundada em 1935 e é a mais antiga universidade privada do México. Além disso, a cidade abriga a Fundação Escola Americana de Guadalajara (ASFG). A ASFG tem 1420 aluno no ensino pré-escolar após segunda série.

### Transportes

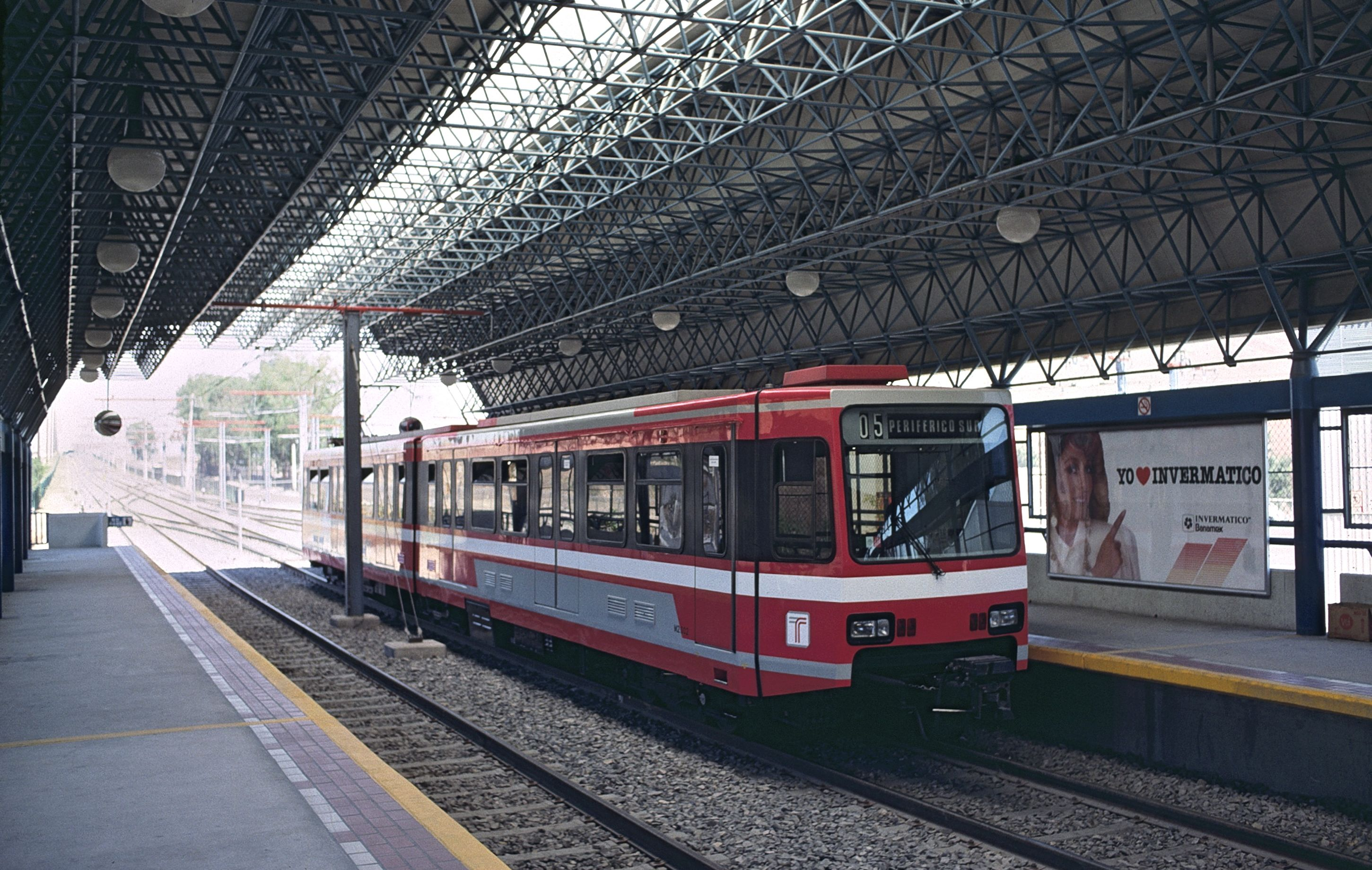
VLT de Guadalajara.

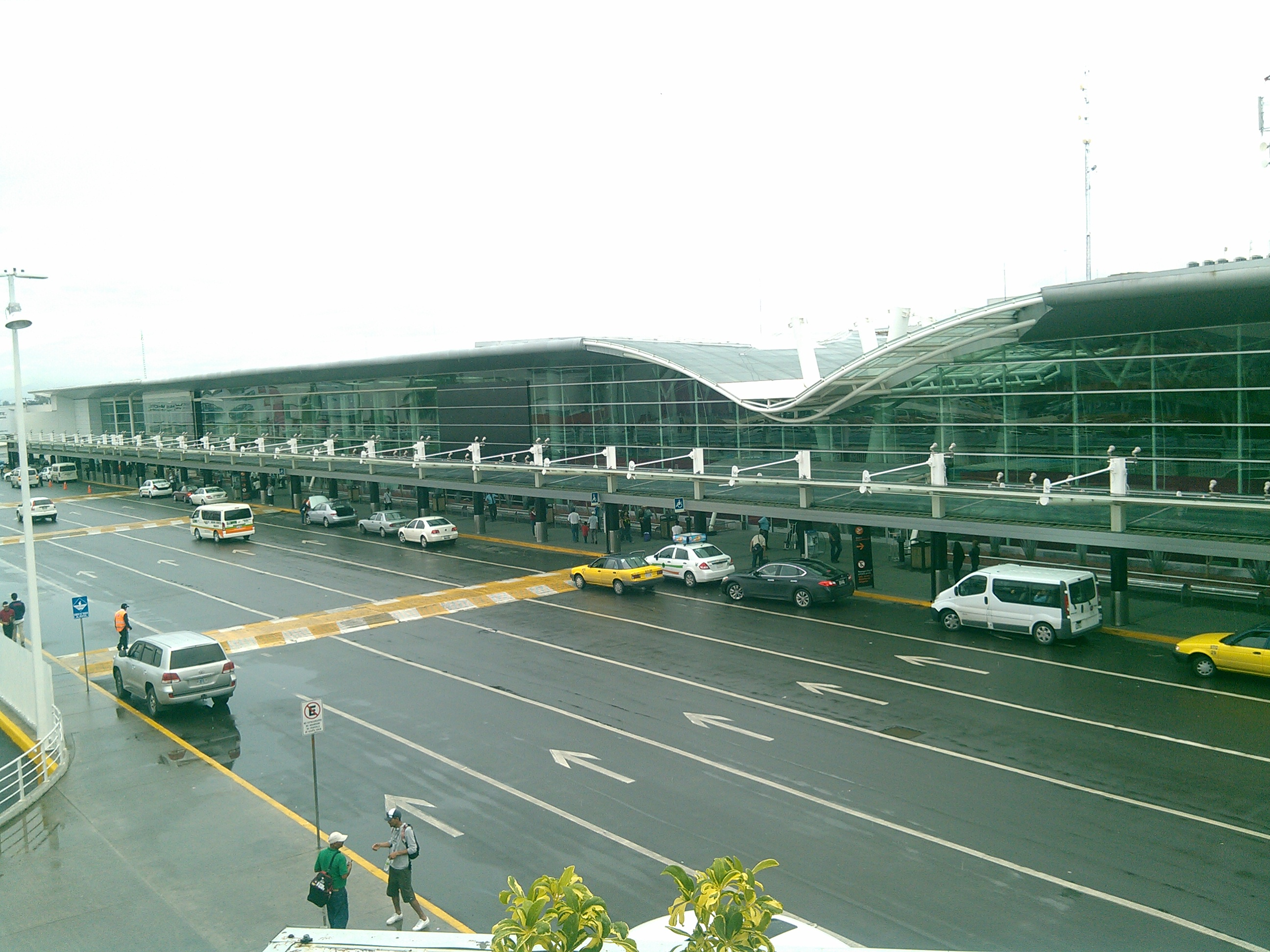
Aeroporto Internacional de Guadalajara.

Guadalajara está bem conectada pelas rodovias que vão para a Cidade do México ao noroeste e às principais estâncias praieiras de Manzanillo, Mazatlán e Puerto Vallarta. As principais rodovias são a Rodovia 15, que liga a cidade a noroeste para Nogales, via Tepic, e a leste até a Cidade do México via Morelia. A Rodovia 80D leva a noroeste para Aguascalientes e a Rodovia 54D leva para o sul até a costa através de Colima.
A cidade é servida pelo Aeroporto Internacional Don Miguel Hidalgo y Costilla, também conhecido como Aeroporto Internacional de Guadalajara (código ICAO: MMGL), inaugurado em 1966. Está a 16 km ao sul do centro de Guadalajara e foi construído em Tlajomulco de Zúñiga. Este aeroporto é o terceiro mais ativo no país (depois do da Cidade do México e de Cancún), com voos diretos para muitas cidades mexicanas e estadunidenses.
Dentro da própria cidade, existem muitas formas de transporte público. O sistema de VLT de Guadalajara, denominado SITEUR (Sistema de Tren Elétrico Urbano), fornece serviço de trânsito rápido em Guadalajara e para os municípios vizinhos de Zapopan e Tlaquepaque. Consiste em duas linhas: a linha 1, que corre de norte a sul, com 19 estações e a linha 2, que vai do centro a leste, com 10 estações. Os trens são elétricos e têm uma velocidade máxima de 70 km/h. Atualmente, existem 48 bondes articulados em serviço, construídos no México pela Concarril/Bombardier. A construção de uma terceira linha começou em 2014. A linha 3 irá de Zapopan, no noroeste, a Tlaquepaque e Tonalá, no sudeste, através do centro da cidade.
O Guadalajara Macrobus é um sistema de transporte público baseado no conceito de Bus Rapid Transit, onde os ônibus correm em pistas exclusivas e possuem estações de embarque. A fase I do projeto do Macrobus foi inaugurada em 2009 com um corredor de 16 km, seguindo Calzada Independencia e com 27 estações. O sistema de tróleibus de Guadalajara opera desde a década de 1970 e existem empresas privadas que operam ônibus urbanos regulares. Também possui uma movimentada rede de ruas para pedestres.
O Mi Bici Pública, sistema de compartilhamento público de bicicletas da PBSC Urban Solutions, foi lançado em 2014. Em 2016, a cidade implementou 242 estações e tinha 2116 bicicletas disponíveis.

## Cultura

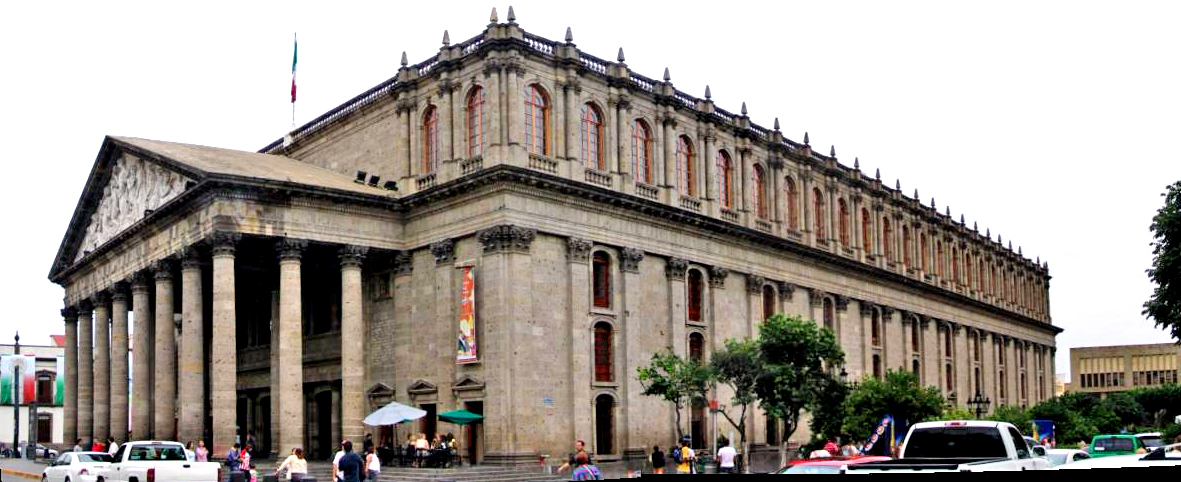
Teatro Degollado.

Guadalajara é o centro cultural do oeste mexicano e o segundo mais importante do país. Ela é apelidada de "Pérola do Oeste." Embora seja uma cidade moderna, manteve muitas das tradições rurais de Jalisco, como o mariachi. O turismo cultural é uma das mais importantes atividades econômicas, especialmente no Centro Histórico. Guadalajara é um centro de aprendizagem, com seis universidades, dois institutos de culinária e um centro de arte. Guadalajara tem 22 museus, incluindo o Museu Regional de Jalisco, o Museu de Cera, Museu das Crianças Trompo Mágico e o Museu da Antropologia. O Hospício Cabañas, no Centro Histórico, é Patrimônio Mundial da Humanidade. Por estes e outros atributos, a cidade foi nomeada Capital Americana da Cultura em 2005.

### Centro Histórico

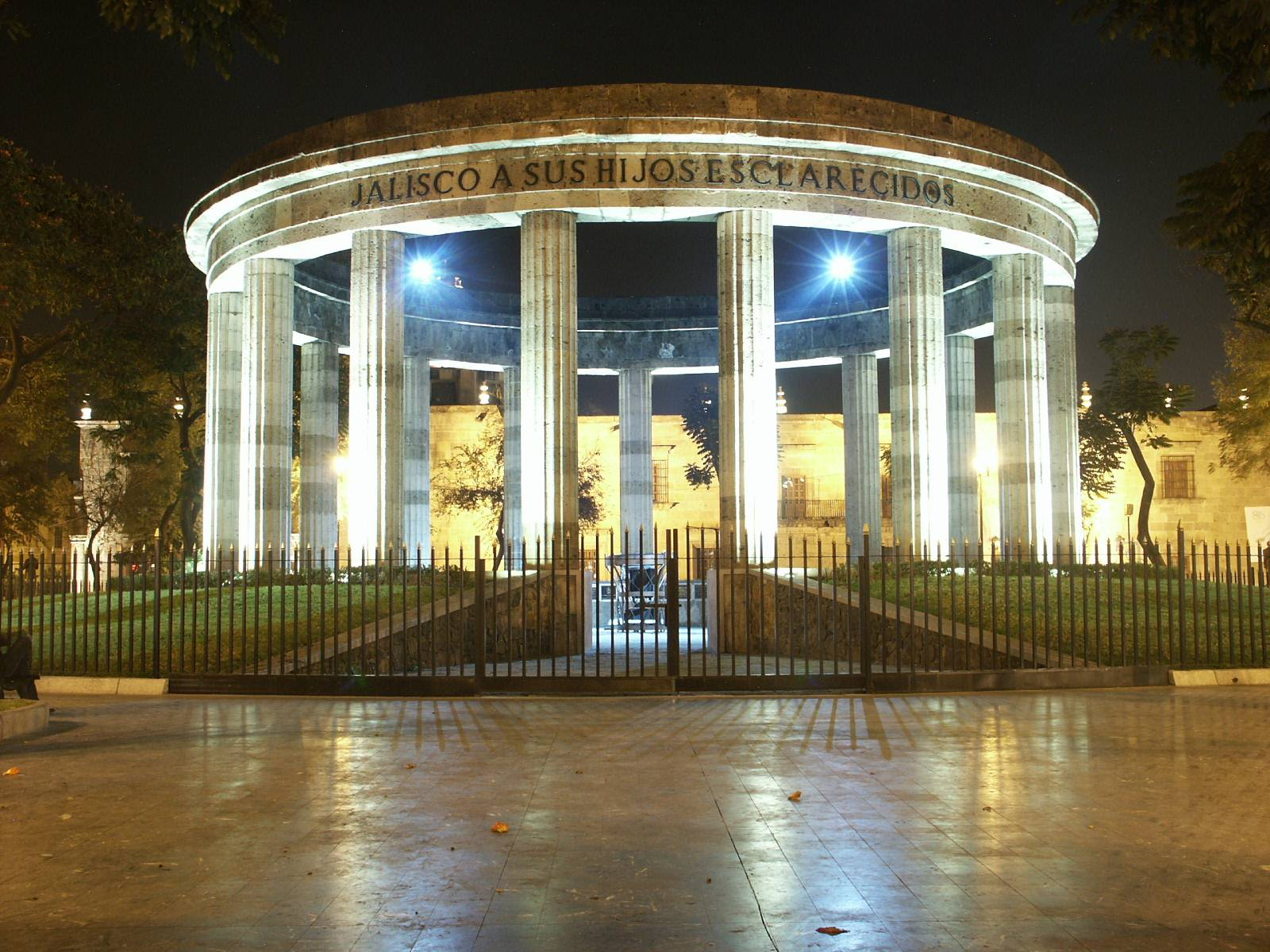
Rotonda de los Jaliscienses Ilustres.

O Centro Histórico de Guadalajara é a parte mais antiga da cidade, onde foi fundada e onde os edifícios mais antigos estão localizados. A Catedral Metropolitana começou a ser construída em 1558 e foi consagrada em 1616. Suas duas torres foram construídas no século XIX depois de um terremoto que destruiu os originais. Eles são considerados símbolos da cidade. A arquitetura é uma mistura de gótico, barroco, mourisco e neoclássico. O interior tem três naves e onze altares laterais, coberta por um telhado apoiado por trinta colunas dóricas.
A Rotunda dos Homens Ilustres é um monumento circular de pedra. Foi construído para honrar a memória de pessoas ilustres de Jalisco. Foi construído em 1952 e contém colunas que marcam um espaço circular contendo 98 urnas com os restos mortais dos honrados. Do outro lado da rua, está o Palácio Municipal, que foi construído em 1952. Possui quatro fachadas de pedra e design neoclássico com elementos como pátios, entradas e colunas que imitam as estruturas mais antigas da cidade. O Palácio do Governo do Estado está em estilo neoclássico e churrigueresco, tendo sido iniciado no século XVII e concluído em 1774. O interior foi completamente remodelado, após uma explosão em 1859. Este edifício contém uma série de pinturas murais feitas por José Clemente Orozco, um nativo de Jalisco e inclui Lucha Social, Circo Político e Las Fuerzas Ocultas. A última retrata Miguel Hidalgo y Costilla com o braço levantado acima de sua cabeça, com raiva contra o governo e a Igreja.

### Museus e bibliotecas

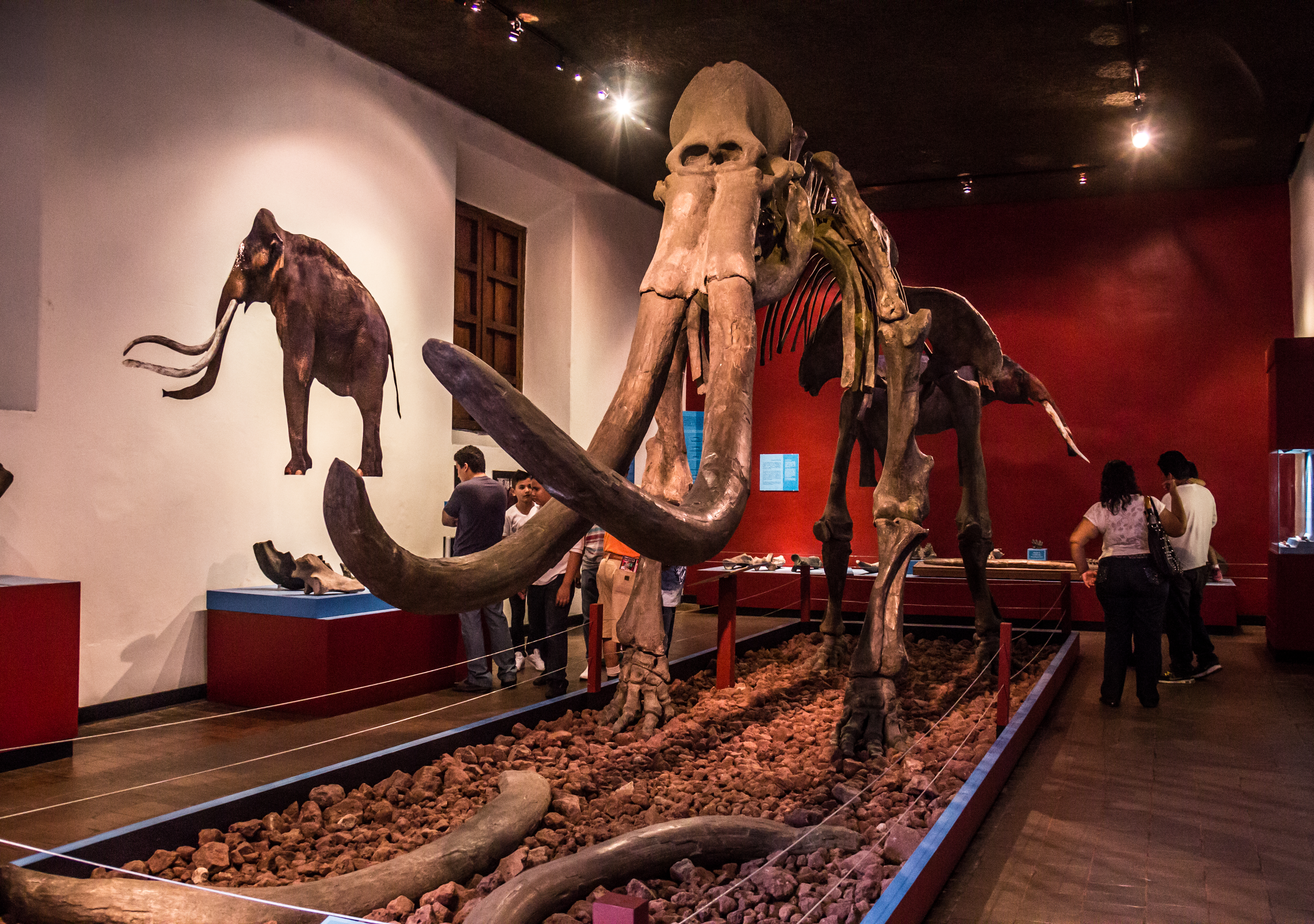
Esqueleto de mamute no Museu Regional.

Os museus em Guadalajara são uma extensão da infraestrutura cultural desta cidade, muitos deles conhecidos por sua importância arquitetônica e histórica. Existem mais de 189 fóruns de exposição artística, entre centros culturais, museus, galerias privadas e espaços culturais do conselho da cidade, vários deles com séculos de existência. Os museus em Guadalajara pertencem ao contexto cultural da cidade, entre os quais encontram-se em todos os gêneros, exibindo a História, Paleontologia, Arqueologia, Etnografia, Pintura, Artesanato, Fotografia, Escultura, obras de circuitos internacionais de arte, etc.
Guadalajara tem uma grande variedade de arquivos e bibliotecas públicas, bibliotecas particulares e digitais para a busca e recuperação da informação. A promoção da cultura e leitura de enriquecimento tem facilitado o cidadão nas várias instalações na cidade. Algumas das bibliotecas também têm um invólucro físico com opções de consulta de informação digital pela internet.

### Culinária

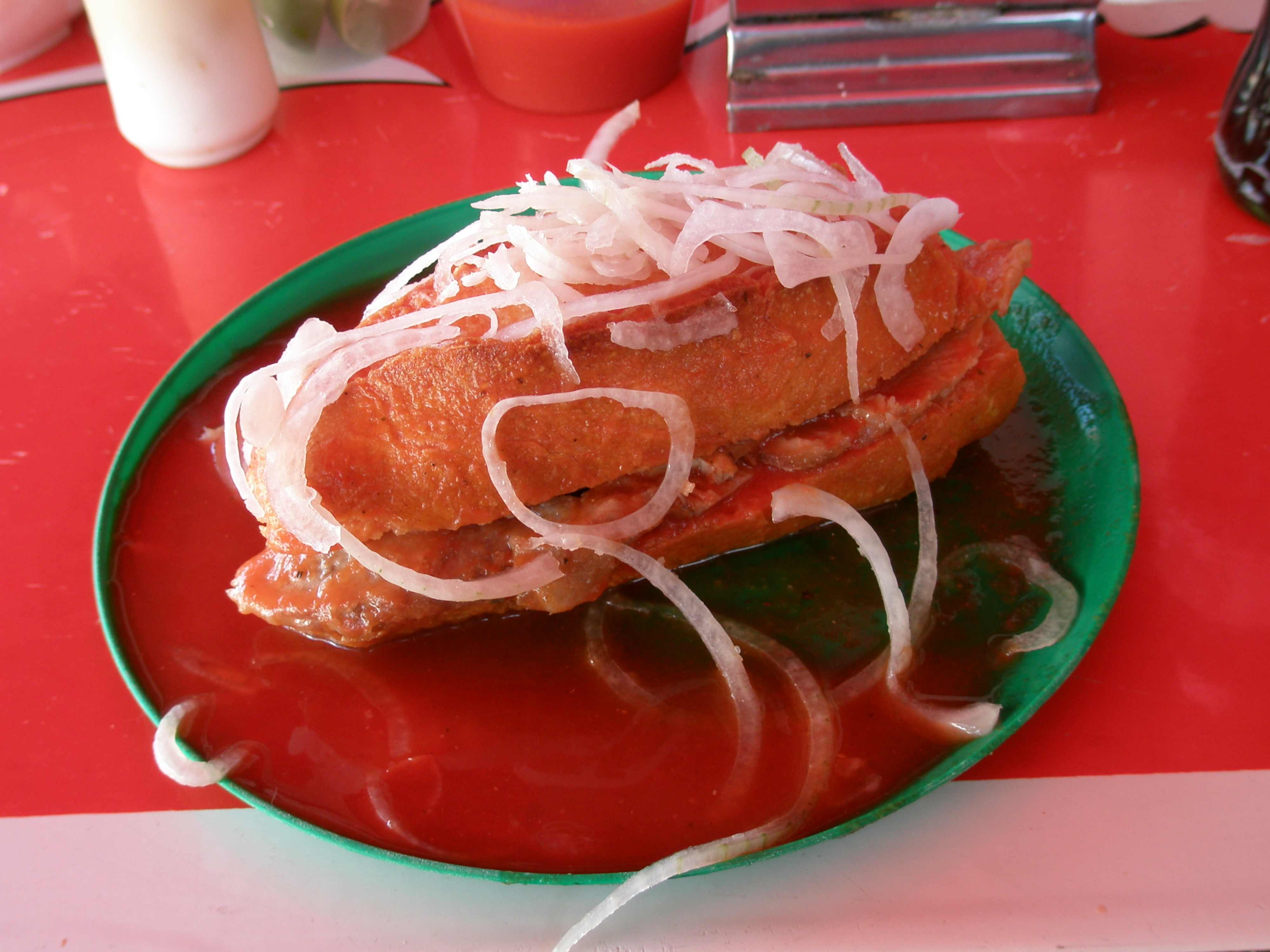
Torta ahogada.

A culinária é uma mistura de influências pré-hispânicas e espanhola, como o resto do México, mas os pratos aqui têm os seus próprios sabores e são feitos com suas próprias técnicas. Um dos principais pratos é a birria: carne de bode ou de carneiro assada com molho picante e temperada com pimenta, gengibre, cominho, pimenta-do-reino, orégano e cravo-da-índia. A forma tradicional de preparar birria é assar a carne e especiarias embrulhadas em folhas de agave. É servida com cebola picada, limão e tortilhas. Um dos mais conhecidos restaurantes de birria é chamado Las Nueve Esquinas e possui três pontos, todos localizados no Centro Histórico.

### Esportes

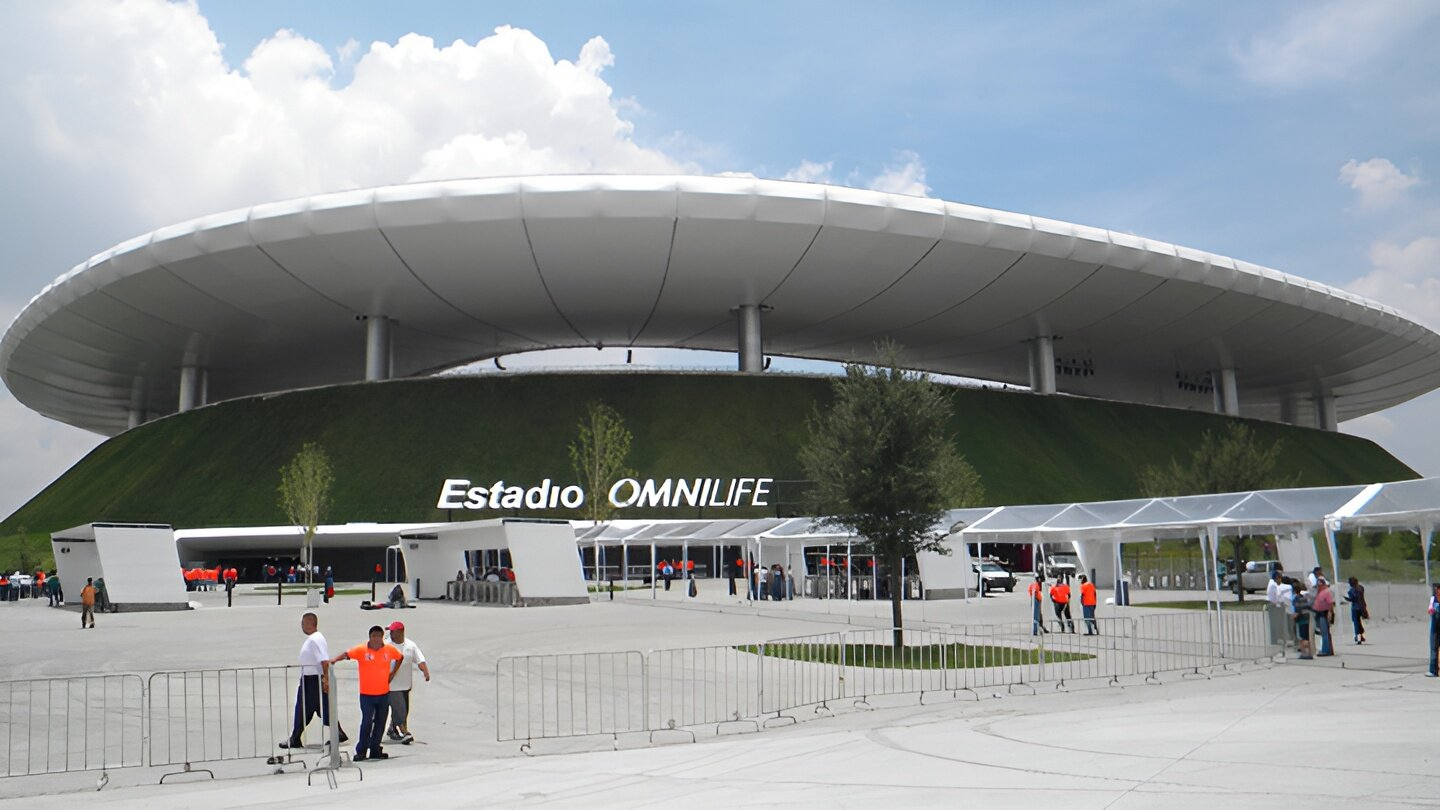
Estadio Akron.

A cidade de Guadalajara é uma das mais tradicionais do México no futebol, sendo a casa de três clubes que participam do Campeonato Mexicano de Futebol na temporada 2014-2015, sendo um destes o Club Deportivo Guadalajara, que atua no Estádio Omnilife, localizado em Zapopan, cidade da região metropolitana. Os outros dois clubes são o Atlas de Guadalajara e o Leones Negros, este último pertencente à Universidade de Guadalajara. Ambos mandam seus jogos no Estádio Jalisco.
Através do Estádio Jalisco, Guadalajara sediou partidas de duas Copas do Mundo: 1970 e 1986. Em 1970, o estádio recebeu seis partidas da fase de grupos, uma das quartas-de-final e uma semi-final. Já em 1986, foram três partidas da fase de grupos, uma das oitavas-de-final, uma das quartas-de-final e uma semi-final. O Estádio Tres de Marzo, na cidade limítrofe de Zapopan, também recebeu três partidas da fase de grupos daquela Copa do Mundo. A cidade voltou a receber partidas de uma competição intercontinental de seleções em 1999, quando da ocorrência da Copa das Confederações no México. Na ocasião, o Estádio Jalisco recebeu seis partidas da fase de grupos, uma semi-final e a disputa pelo terceiro lugar.
Guadalajara foi escolhida pela Organização Desportiva Pan-Americana (ODEPA) em maio de 2006 para sediar os Jogos Pan-Americanos de 2011, tendo sido a única cidade a se candidatar para receber o evento. A cidade já havia se candidatado para os Jogos Pan-Americanos de 2003, mas a sede escolhida na ocasião foi Santo Domingo, na República Dominicana. O Estádio Omnilife, na vizinha cidade Zapopan, sediou as cerimônias de abertura e encerramento.  O evento ocorreu de 14 a 30 de outubro e envolveu mais de 6 mil atletas, oriundos de 42 países das Américas, que competiram em 36 modalidades esportivas sediadas em Guadalajara ou em outras cidades do estado de Jalisco.